# Санкт-Петербургская улица (Старая Русса)
Санкт-Петербургская улица — улица в Старой Руссе. Одна из основных транспортных магистралей города, проходит через исторический центр города от «Живого моста» до северной окраины города, сквозной проезд по улице прерывает железнодорожная линия Псков-Бологое.

## История
Проходя по древнему пути, улица вела к дороге в Великий Новгород, в Санкт-Петербург, на выезде из города находилась Петербургская застава, а сама дорога носила название Петербургский тракт, отчего и улица получила название Санкт-Петербургская. В 1914 году вместе с Санкт-Петербургом изменила название и стала Петроградской.
В советское время улица носила имя деятеля германского и международного рабочего и социалистического движения Карла Либкнехта (1871—1919).

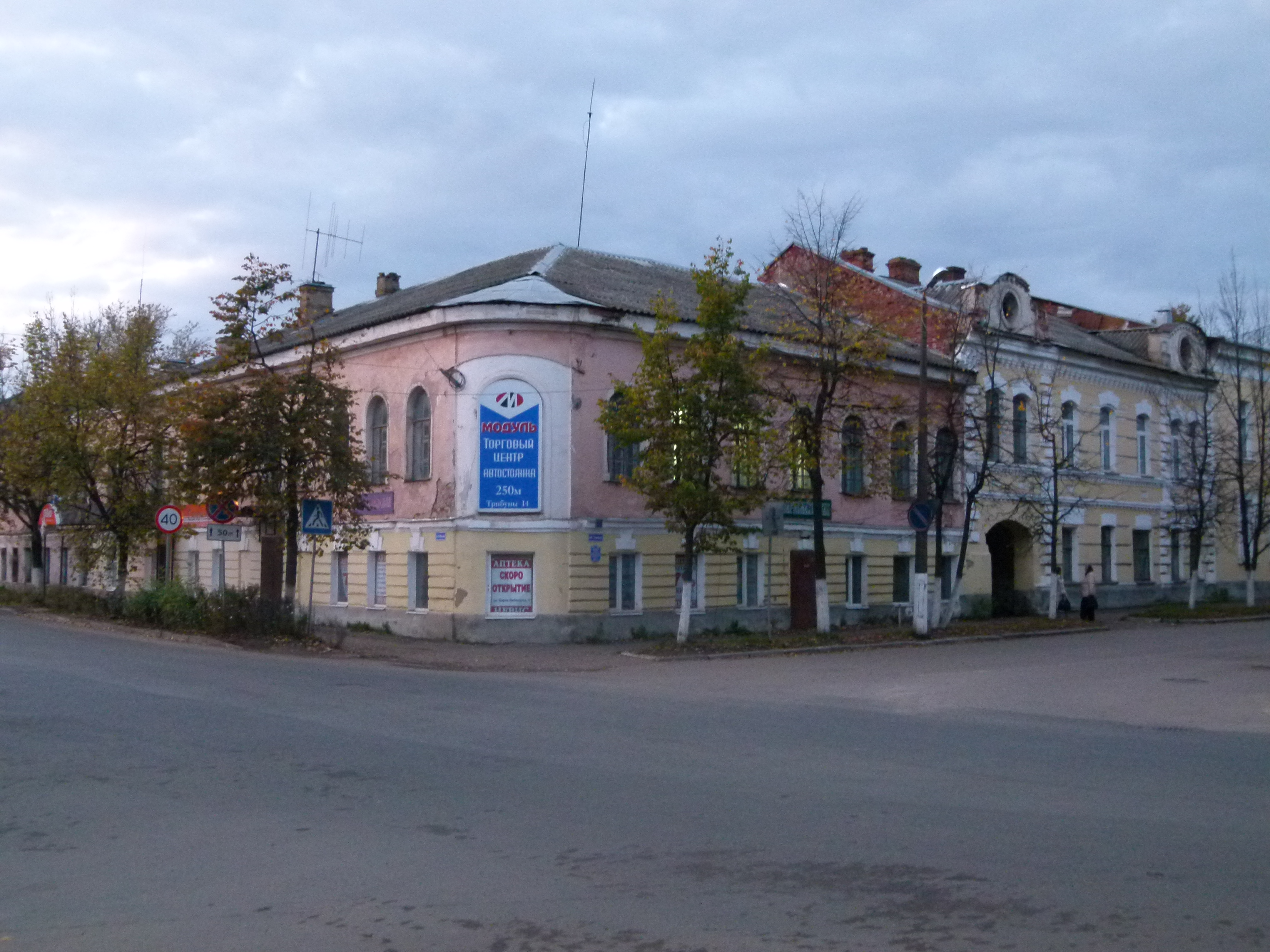
Бывшая земская управа. Первое помещение краеведческого музея

19 сентября 1920 года в нескольких комнатах верхнего этажа в здании бывшей земской управы (д. 1) был открыт первый в Старой Руссе краеведческий музей.
Инициаторами создания музея выступили городские активисты — известный художник В. С. Сварог, историк и краевед М. И. Полянский и школьная учительница М. В. Васильева, ставшая первым директором музея. Экспозицию составили предметы из национализированных усадеб старорусских помещиков: князя Васильчикова, графа Беннигсена, графа Зурова. Впоследствии музей был переведён в другое место.
В 2013 году улице было решено вернуть историческое название — Санкт-Петербургская

## Достопримечательности
д. 1/1 — бывший дом Суханова
д. 5 — бывший дом Тетерюковской
д. 6 — первый старорусский почтамт
д. 16/48 — бывший дом Токарева

## Известные жители
В д. 1/1 останавливался великий князь Алексей Александрович (1865).